# Abdolkarim Soroush
Abdolkarim Soroush (عبدالكريم سروش o Abdulkarim Soroush; Teheran, 16 dicembre 1945) è un filosofo, scrittore, islamista e studioso di Rumi iraniano.
È inoltre una figura ben nota del movimento religioso intellettuale in Iran.

## Biografia
Abdolkarim Soroush, finiti gli studi secondari, cominciò a studiare farmacia dopo aver superato gli esami di ingresso. Conseguito il diploma, partì subito per Londra per perfezionarsi e conoscere il mondo moderno.
Conseguito il dottorato in chimica analitica a Londra, si iscrisse al Chelsea College per studiare storia e filosofia della scienza per i successivi cinque anni e mezzo. Durante quegli anni il confronto in patria sul regime dello Shah divenne sempre difficile, mentre all'estero (negli Stati Uniti, in Europa ed in special modo nel Regno Unito) stavano crescendo dei veri e propri movimenti politici tra gli espatriati. Il dibattito coinvolse anche Soroush.
Dopo la rivoluzione, Soroush ritornò in Iran e lì pubblicò il libro Danesh va Arzesh ("Conoscenza e Valore") che aveva scritto quando era ancora in Inghilterra. Entrò quindi all'Istituto di istruzione per insegnanti di Teheran come direttore nel nuovo Gruppo di Cultura islamica continuando senza abbandonare gli studi sulla storia e la filosofia della scienza.
Dopo un anno le università furono chiuse e contemporaneamente nacque l'Istituto di Rivoluzione Culturale con il compito di rivedere corsi e testi prima della riapertura delle Università. Questo nuovo Istituto era costituito da sette membri scelti direttamente dall'Ayatollah Khomeini e tra questi c'era anche AbdulKarim Soroush.
Nel 1983, a causa di disaccordi insorti tra lui ed i dirigenti dell'Istituto di istruzione per insegnanti, si fece trasferire all'Istituto per la Ricerca Culturale come ricercatore. Si è poi dimesso anche dal Consiglio per la Rivoluzione Culturale e da allora ha ricoperto occasionalmente incarichi pubblici come consigliere di qualche ente governativo. La sua attività principale è oggi ancora quella di ricercatore per l'Istituto per la Ricerca Culturale.
Durante gli anni novanta Soroush ha assunto gradualmente posizioni sempre più critiche sul ruolo politico dei religiosi in Iran. Il mensile di cui è stato cofondatore, Kiyan, divenne rapidamente il foro di discussione più visibile di sempre per gli intellettuali religiosi. Lì pubblicò i suoi articoli più controversi su temi come pluralismo religioso, ermeneutica, tolleranza, clericalismo,... La rivista fu chiusa nel 1998 insieme a molte altre riviste e quotidiani per ordine diretto del leader supremo della Repubblica islamica. Circa mille nastri registrati di discorsi di Soroush su argomenti sociali, politici, religiosi e letterari cominciarono, però, a circolare sia in patria che all'estero creando grande imbarazzo per la censura di stato, perse il suo posto di lavoro e cominciò a temere per la sua incolumità con le sue lezioni spesso disturbate dai gruppi di vigilanza Ansar-e-Hizbullah di tendenza oltranzista.
Dal 2000 Abdulkarim Soroush è Visiting Professor dell'Università di Harvard dove insegna poesia e filosofia Rumi, Islam e democrazia, Studi coranici e filosofia della legge islamica. È anche uno scholar in residence all'Università Yale, ha insegnato filosofia politica islamica alla Università di Princeton nell'anno accademico del 2002-2003. Nel 2003-2004 è stato un visiting scholar al Wissenschaftkolleg di Berlin.

## Filosofia di Abdolkarim Soroush
Soroush è interessato principalmente alla filosofia della scienza, alla filosofia della religione, al sistema filosofico del Mowlana Jalaleddin Balkhi (Rumi) ed alla filosofia comparativa. È un esperto mondiale sulla poesia Rumi e Sufi persiana.
La filosofia di Abdolkarim Soroush può essere riassunta come segue:
- Distinzione tra "religione" e la nostra "comprensione della religione".
- Distinzione tra aspetti della religione "essenziali" ed "accidentali".
- Distinzione ta interpretazione dell'Islam "minimalista" e "massimalista".
- Distinzione tra valori e morali che sono considerate proprie dell'Islam rispetto a quelle che sono considerate esterne.
- Distinzione tra "credo" religioso e "fede" religiosa.
- Distinzione tra religione come una ideologia/identità e religione come verità.

### Distinzione tra "religione" e la nostra "comprensione della religione"
Il principale contributo di Soroush alla filosofia islamica è l'idea che si dovrebbe distinguere tra religioso come rivelazione divina e l'interpretazione della religione o la conoscenza religiosa che si basa su fattori socio-storici..
La tesi principale di Soroush, intitolata La contrazione teoretica e l'espansione della Shari'a, separa la religione per sé dalla conoscenza religiosa. La prima, l'essenza della religione, è percepita come al di là delle capacità di comprensione umana, eterna e divina. La seconda, la conoscenza religiosa, è una forma di conoscenza umana sincera ed autentica ma finita, limitata e fallibile.

### Teoria politica di Soroush
La teoria politica di Soroush è in linea con la moderna tradizione che va da Hobbes ai Padri fondatori degli Stati Uniti (cioè gli estensori della Costituzione USA). In essa gli esseri umani sono deboli e predisposti alla tentazione, incluso la predazione. Come tali hanno bisogno di una forma di governo vigilante e trasparente. Egli crede, inoltre, che l'assunto della bontà innata del genere umano, comune a tutti utopisti radicali, dagli anarchici ai fondamentalisti islamici, sottovaluti il potere permanente del male sociale e sottostimi la necessità di un governo di pesi e contrappesi che bilanci le debolezze della natura umana.
La filosofia politica di Soroush rimane, allo stesso tempo, vicino al cuore della tradizione liberale, sempre appoggiando i valori di base della ragione, della libertà, e della democrazia. Sono percepiti come "valori primari", come virtù indipendenti, non asserviti alle massime politiche o ai dogmi religiosi. Soroush collega questi valori e credi in un ricco contesto di fonti, letteratura e poesia islamica.

### Democrazia religiosa
Soroush introduce il termine di democrazia religiosa che è ora un tema importante della filosofia iraniana e significa che il valore della religione gioca un ruolo importante nella società perché quest'ultima è composta da persone religiose. La democrazia religiosa rientra nell'ambito della razionalità moderna a causa dei suoi elementi caratterizzanti. È in questo modo che possiamo dire di avere una pluralità di democrazie nella comunità internazionale. La "Democrazia Religiosa" è un qualcosa che suscita molto interesse all'interno dei circoli intellettuali iraniani.
La democrazia dove convive con determinate situazioni può essere o secolare o religiosa. Quindi, quelli che alterano la tipologia di democrazia sono elementi e caratteristiche specifici della comunità. La democrazia religiosa è un esempio di come i valori democratici possano esistere in un'elaborazione culturale differente di quello che era conosciuto prima. Ma, in una società secolare, alcune altre caratteristiche sono considerate importanti e su queste ci si sofferma, e queste diventano la base della democrazia.
Infatti il liberalismo relativista e la democrazia non sono più la stessa cosa poiché la democrazia non è violata quando una fede viene abbracciata, essa è violata quando una particolare credenza viene imposta e il non credere a quest'ultima viene punito.
Noi non abbiamo avuto una democrazia ma molte democrazie dall'antica Grecia ad oggi. Noi abbiamo una pluralità di democrazie nella comunità internazionale. Quello che emerge è che una democrazia prevale in un determinato periodo storico in base alle condizioni che esistono in quel determinato periodo.

## Citazioni di Soroush
"Questa nazione (Iran) è andata così in là che un insegnante mette la sua vita nelle proprie mani quando insegna ad una classe o ad un meeting accademico? Questa nazione ha bisogno di qualcuno simile a Galileo o a Giordano Bruno?" (da una lettera aperta del Dr Soroush al presidente Hashemi Rafsanjani dopo l'ultimo incidente all'Amir Kabir University)
"La prima risorsa che viene sperperata durante una rivoluzione è la razionalità e l'ultima cosa che si rivede è la razionalità. Casomai questa ritorni."
"Aderite alla libertà, perché fra le opere preferite di Dio, la libertà è la più bella e delicata. Tollerate la spina a causa della bellezza del fiore."

## Campi di ricerca
- Letteratura persiana
- Filosofia della scienza
- Filosofia iraniana
- Filosofia orientale
- Movimenti intellettuali in Iran
- Teologia
- Filosofia islamica

## Premi ed onorificenze
- Erasmus Prize (2004)
- Time Magazine List of most influential people (2005)

## Lavori scelti
- Dialectical Antagonism (in Persian), Tehran 1978
- Philosophy of History (in Persian), Tehran 1978
- What is Science, what is Philosophy (in Persian), 11th ed. Tehran 1992
- The Restless Nature of the Universe (in Persian and Turkish), reprint Tehran 1980
- Satanic Ideology (in Persian), 5th ed. Tehran 1994
- Knowledge and Value (in Persian)
- Observing the Created: Lectures in Ethics and Human Sciences (in Persian), 3rd ed. Tehran 1994
- The Theoretical Contraction and Expansion of Religion: The Theory of Evolution of Religious Knowledge (in Persian), 3rd ed. Tehran 1994
- Lectures in the Philosophy of Social Sciences: Hermeneutics in Social Sciences (in Persian), Tehran 1995
- Sagaciousness, Intellectualism and Pietism (in Persian), Tehran 1991
- The Characteristic of the Pious: A Commentary on Imam Ali's Lecture About the Pious (in Persian), 4th ed. Tehran 1996
- The Tale of the Lords of Sagacity (in Persian), 3rd ed. Tehran 1996
- Wisdom and Livelihood: A Commentary on Imam Ali's Letter to Imam Hasan (in Persian), 2nd ed. Tehran 1994
- Sturdier than Ideology (in Persian), Tehran 1994
- The Evolution and Devolution of Religious Knowledge in: Kurzman, Ch. (ed.): Liberal Islam, Oxford 1998
- Political Letters (2 volumes), 1999 (Persian).
- Reason, Freedom and Democracy in Islam, Essential writings of Adbolkarim Soroush, translated, edited with a critical introduction by M. Sadri and A. Sadri, Oxford 2000.
- Intellectualism and Religious Conviction (in Persian)
- The World we live (in Persian and Turkish)
- The Tale of Love and Servitude (in Persian)
- The definitive edition of Rumi's Mathnavi (in Persian), 1996
- Tolerance and Governance (in Persian), 1997
- Straight Paths, An Essay on religious Pluralism (in Persian), 1998
- Expansion of Prophetic Experience (in Persian), 1999

## Lavori
- Ashk Dahlén, Islamic Law, Epistemology and Modernity, New York, 2003. ISBN 0-415-94529-1

/ 978-0415945295